# Musiikki-Fazer
Fazer musik Ab var på sin tid Finlands viktigaste musikföretag. Företaget grundades 1897 och verkade fram till 1998. Moderbolaget var Warner Music Finland.

## Historia

### Tidig historia
Den från Schweiz till Finland inflyttade Eduard Fazers son Konrad Georg Fazer köpte tillsammans med Robert Emil Westerlund en musikaffär 1897. Affären uppfördes 1884 på Alexandersgatan i Helsingfors. Rörelsen fick namnet Helsingfors nya musikhandel och företaget började producera verk av Jean Sibelius och Fredrik Pacius. 1919 bytte rörelsen namn till Ab Fazers musikhandel. Företagets första stora stjärna var J. Alfred Tanner.
Efter första världskriget, 1925, kunde musikföretaget skicka artister utomlands för att göra skivinspelningar. Samarbetet fortsatte med Gramophone Company's skivbolag His Master's Voice. Genombrottet gjordes med Suomi Jazz Orkesteris inspelningar av Puuseppä och Asfalttikukka, då med Ture Ara som solist. En annan framgång var Hannes Konnos vals Ruusuja hopeamaljassa. 1929 uppnåddes stor framgång med Ture Aras inspelning av valsen Emma, som sålde över 30 000 exemplar. Åtta nya versioner av valsen spelades sedan in i Finland och USA.

### Andra världskriget och efterkrigstiden
1940 tog Fazers sonson, Roger Lindberg, över företaget. I november 1940 reste denne till Berlin tillsammans med Matti Jurva och Eero Väre och dessa gjorde inspelningar för företaget Kristalli. Två år senare anlände tyska ljudtekniker till Helsingfors och gjorde inspelningar med bland andra Harmony Sisters. Under andra världskriget hade i Finland skivföretaget Rytmi bildats. Företaget förvärvades snart till Fazer och under kort tid att fungera som Levy Electro Oy. Fazers första egna skivmärke, Sävel, uppfördes 1948. För Sävel gjorde bland andra Henry Theel, Reino Helismaa och Tapio Rautavaara inspelningar. Fazer började sedan ge ut skivor under Deccas skivmärke. Orkesterledarna var Klaus Salmi och Toivo Kärki. I början av 1950-talet blev Fazer Finlands ledande skivföretag, då med ledande artister som Kauko Käyhkö, Metro-tytöt och Erkki Junkkarinen.
1955 övergick Toivo Kärki till Fazer, där han blev heltidsanställd som produktionschef. Nya artister blev Jorma Lyytinen, Vieno Kekkonen, Eila Pellinen, Eila Pienimäki, Pärre Förars och Tuula Siponius. Under början av 1960-talet kom Fazer att uppleva den stora tangofebern och på topp fanns artister som Eino Grön, Eila Pienimäki och Taisto Tammi. Tammis Tango merellä från hösten 1963 blev Finlands mest sålda skiva. 1963 bildades Fazers pianofabrik Landolas gitarrfabrik köptes 1973. 1966 grundades Finnlevy och dess chef blev Toivo Kärki.

### Musik Fazer upphör
1972 köpte Scandia upp Musik Fazer och tre år senare grundades skivmärket Hi-Hat under Finnlevy för Fazers räkning. 1978 avgick Toivo Kärki som chef. På 1970- och 1980-talen förvärvade Fazer en mängd inhemska skivbolag. 1998 sålde Warner fonogramspelare ur företaget. Fazer Finnlevy upphörde 1998 med sin produktion och samtidigt Fazer Records ge ut publikationer. 

### Finlandia Records
1979 grundade Jaakko Borg Finlandia Records, som fortsatte Fazer-koncernens omsättning skivor med klassisk musik för Warner. Jari Tiessalo var produktionschef fram till våren 2004.